# Le journal d'une femme de chambre
Le journal d'une femme de chambre, conocida en español como Diario de una camarera o El diario de una camarera, es una película francesa dirigida por el español Luis Buñuel en Franscope en 1964. 
Está basada en la novela del escritor francés Octave Mirbeau (1848-1917), Le Journal d'une femme de chambre, publicada en 1900, durante el Caso Dreyfus. En la película, Buñuel hace gala de su anarquismo y de su inmenso desprecio hacia la burguesía.

## Argumento
Relata la historia de Célestine (Jeanne Moreau), una parisina de los años 30 que emigra al campo y trabaja como sirvienta para una gran casa y es testigo de las excentricidades y las infamias de sus habitantes. En la casa, se atrinchera en la hipocresía sexual y el escándalo con su mujeriego patrón.

## Escenografía
Ya había habido una adaptación para el cine en 1946, hecha en Hollywood por Jean Renoir. 
Diario de una camarera de Luis Buñuel se filmó en Franscope, un lujoso blanco y negro.

## Personajes
El sacerdote del pueblo: burlescamente tonsurado, aconseja a la dueña de la casa "jamás tener placer en sus relaciones íntimas". Mueve la mano suavemente (alusión a la inocencia) y luego levanta su dedo (alusión al pene) mientras insiste en que hay "dos tipos de caricias".
- Datos: Q988029